# Patapoklosi
Patapoklosi is een plaats (község) en gemeente in het Hongaarse comitaat Baranya. Patapoklosi telt 276 inwoners (2022).